# Serie animate televisive del 2004
Questa è la lista delle serie animate televisive trasmesse sulle reti televisive di tutto il mondo nel o dal 2004. Questa lista include anche le serie di cortometraggi come The Bugs Bunny Show.
| Titolo                                                     | Episodi | Paese di origine                                                     | Anno          | Canale 1ª app. | Note              |
| ---------------------------------------------------------- | ------- | -------------------------------------------------------------------- | ------------- | -------------- | ----------------- |
| Bernard l'orso                                             | 52      | Francia (bandiera) · Corea del Sud (bandiera) · Spagna (bandiera)    | 2004–in corso |                |                   |
| Corneil e Bernie                                           | 26      | Francia (bandiera) · Regno Unito (bandiera) · Stati Uniti (bandiera) | 2004–2006     |                |                   |
| Creepschool                                                | 26      | Francia (bandiera) · Svezia (bandiera) · Canada (bandiera)           | 2004          |                |                   |
| W.I.T.C.H.                                                 | 52      | Francia (bandiera) · Italia (bandiera) · Stati Uniti (bandiera)      | 2004–2006     |                |                   |
| Hi Hi Puffy AmiYumi                                        | 39      | Stati Uniti (bandiera) · Giappone (bandiera)                         | 2004–2006     |                |                   |
| Super Robot Monkey Team Hyperforce Go!                     | 52      | Stati Uniti (bandiera) · Giappone (bandiera)                         | 2004–2006     |                |                   |
| 6teen                                                      | 78      | Canada (bandiera) · Stati Uniti (bandiera)                           | 2004–2010     |                |                   |
| Atomic Betty                                               | 79      | Canada (bandiera) · Stati Uniti (bandiera)                           | 2004–2008     |                |                   |
| Gli zonzoli                                                | 58      | Canada (bandiera) · Stati Uniti (bandiera)                           | 2004–2011     |                |                   |
| Dragon Booster                                             | 39      | Canada (bandiera) · Stati Uniti (bandiera)                           | 2004–2006     |                |                   |
| Miss Spider                                                | 63      | Canada (bandiera) · Stati Uniti (bandiera)                           | 2004–2008     |                |                   |
| Danny Phantom                                              | 53      | Stati Uniti (bandiera) · Regno Unito (bandiera)                      | 2004–2007     |                |                   |
| Tupu                                                       | 26      | Canada (bandiera) · Francia (bandiera)                               | 2004–2005     |                |                   |
| Che drago di un drago                                      | 78      | Canada (bandiera) · Francia (bandiera)                               | 2004          |                |                   |
| Cacciatori di draghi                                       | 52      | Francia (bandiera)                                                   | 2004–2005     |                |                   |
| Winx Club                                                  | 104     | Italia (bandiera)                                                    | 2004–in corso |                |                   |
| Clic & Kat                                                 | 52      | Italia (bandiera)                                                    | 2004          |                |                   |
| I magici piedini di Franny                                 | 52      | Canada (bandiera)                                                    | 2004–2006     |                |                   |
| Adì nello spazio                                           | 80      | Regno Unito (bandiera)                                               | 2004          |                |                   |
| La chiave magica                                           | 26      | Regno Unito (bandiera)                                               | 2004          |                |                   |
| Agatha Christie no meitantei Poirot to Marple              | 39      | Giappone (bandiera)                                                  | 2004–2005     |                | Inedito in Italia |
| I love you, baby ★★                                        | 26      | Giappone (bandiera)                                                  | 2004          |                | Inedito in Italia |
| Area 88                                                    | 12      | Giappone (bandiera)                                                  | 2004          |                |                   |
| B-Daman                                                    | 78      | Giappone (bandiera)                                                  | 2004          |                |                   |
| Beck                                                       | 26      | Giappone (bandiera)                                                  | 2004-2005     |                |                   |
| Beet the Vandel Buster                                     | 52      | Giappone (bandiera)                                                  | 2004-2005     |                | Inedito in Italia |
| Black Jack                                                 | 63      | Giappone (bandiera)                                                  | 2004-2005     |                | Inedito in Italia |
| Bleach                                                     | 366     | Giappone (bandiera)                                                  | 2004–2012     |                |                   |
| Burn-Up                                                    | 12      | Giappone (bandiera)                                                  | 2004          |                | Inedito in Italia |
| Burst Angel                                                | 24      | Giappone (bandiera)                                                  | 2004          |                | Pubblicato su DVD |
| Charmmy Kitty                                              | 26      | Giappone (bandiera)                                                  | 2004-2005     |                |                   |
| Dan Doh!!                                                  | 26      | Giappone (bandiera)                                                  | 2004          |                | Inedito in Italia |
| DearS                                                      | 12      | Giappone (bandiera)                                                  | 2004          |                | Inedito in Italia |
| Desert Punk - Il demone del deserto                        | 24      | Giappone (bandiera)                                                  | 2004–2005     |                |                   |
| Elfen Lied                                                 | 13      | Giappone (bandiera)                                                  | 2004          |                | Inedito in Italia |
| Sōkyū no Fafner                                            | 26      | Giappone (bandiera)                                                  | 2004          |                | Inedito in Italia |
| Fantastic Children                                         | 26      | Giappone (bandiera)                                                  | 2004-2005     |                | Inedito in Italia |
| Futakoi                                                    | 13      | Giappone (bandiera)                                                  | 2004          |                | Inedito in Italia |
| Alice Academy                                              | 26      | Giappone (bandiera)                                                  | 2004-2005     |                |                   |
| Galaxy Angel X                                             | 13      | Giappone (bandiera)                                                  | 2004          |                | Inedito in Italia |
| Il conte di Montecristo                                    | 24      | Giappone (bandiera)                                                  | 2004–2005     |                |                   |
| Gantz                                                      | 13      | Giappone (bandiera)                                                  | 2004          |                |                   |
| Genshiken                                                  | 12      | Giappone (bandiera)                                                  | 2004          |                | Inedito in Italia |
| Ghost in the Shell: Stand Alone Complex - 2nd GIG          | 26      | Giappone (bandiera)                                                  | 2004–2005     |                | Pubblicato su DVD |
| Girls Bravo                                                | 11      | Giappone (bandiera)                                                  | 2004          |                |                   |
| Mew Mew - Amiche vincenti                                  | 52      | Giappone (bandiera)                                                  | 2004          |                |                   |
| Gokusen                                                    | 13      | Giappone (bandiera)                                                  | 2004          |                | Inedito in Italia |
| Zettai zetsumei: denjarasu jiisan                          | 51      | Giappone (bandiera)                                                  | 2004-2005     |                | Inedito in Italia |
| Gravion Zwei                                               | 12      | Giappone (bandiera)                                                  | 2004          |                | Inedito in Italia |
| Grenadier                                                  | 12      | Giappone (bandiera)                                                  | 2004-2005     |                | Inedito in Italia |
| Harukanaru toki no naka de                                 | 26      | Giappone (bandiera)                                                  | 2004-2005     |                | Inedito in Italia |
| Initial D:: Fourth Stage                                   | 24      | Giappone (bandiera)                                                  | 2004          |                | Inedito in Italia |
| Le incredibili avventure di Zorori                         | 52      | Giappone (bandiera)                                                  | 2004-2005     |                |                   |
| Kannazuki no miko                                          | 12      | Giappone (bandiera)                                                  | 2004          |                | Inedito in Italia |
| Koi kaze                                                   | 13      | Giappone (bandiera)                                                  | 2004          |                | Inedito in Italia |
| KURAU Phantom Memory                                       | 24      | Giappone (bandiera)                                                  | 2004          |                | Inedito in Italia |
| Kyo Kara Maoh!                                             | 39      | Giappone (bandiera)                                                  | 2004-2005     |                | Inedito in Italia |
| Legend of DUO                                              | 12      | Giappone (bandiera)                                                  | 2004          |                | Inedito in Italia |
| Legendz - La leggenda dei re draghi                        | 50      | Giappone (bandiera)                                                  | 2004-2005     |                |                   |
| Madlax                                                     | 26      | Giappone (bandiera)                                                  | 2004          |                | Inedito in Italia |
| Mahō shōjo Lyrical Nanoha                                  | 13      | Giappone (bandiera)                                                  | 2004          |                | Inedito in Italia |
| Mai-HiME                                                   | 26      | Giappone (bandiera)                                                  | 2004–2005     |                | Inedito in Italia |
| MAJOR                                                      | 26      | Giappone (bandiera)                                                  | 2004-2005     |                | Inedito in Italia |
| Maria-sama ga miteru                                       | 13      | Giappone (bandiera)                                                  | 2004          |                | Inedito in Italia |
| Maria-sama ga miteru: Haru                                 | 13      | Giappone (bandiera)                                                  | 2004          |                | Inedito in Italia |
| Meine Liebe                                                | 13      | Giappone (bandiera)                                                  | 2004-2005     |                | Inedito in Italia |
| Mermaid Melody - Principesse sirene                        | 39      | Giappone (bandiera)                                                  | 2004          |                | Seconda serie     |
| Midori Days                                                | 13      | Giappone (bandiera)                                                  | 2004          |                | Inedito in Italia |
| Mobile Suit Gundam SEED Destiny                            | 50      | Giappone (bandiera)                                                  | 2004–2005     |                | Inedito in Italia |
| Monster                                                    | 74      | Giappone (bandiera)                                                  | 2004-2005     |                | Inedito in Italia |
| 2x2 = Shinobu-den                                          | 12      | Giappone (bandiera)                                                  | 2004          |                | Inedito in Italia |
| Magica Magica Doremì                                       | 13      | Giappone (bandiera)                                                  | 2004          |                |                   |
| Panda-Z                                                    | 30      | Giappone (bandiera)                                                  | 2004          |                | Inedito in Italia |
| Paranoia Agent                                             | 13      | Giappone (bandiera)                                                  | 2004          |                | Pubblicato su DVD |
| La Fenice                                                  | 13      | Giappone (bandiera)                                                  | 2004          |                | Inedito in Italia |
| Pretty Cure                                                | 49      | Giappone (bandiera)                                                  | 2004-2005     |                |                   |
| Pugyuru                                                    | 13      | Giappone (bandiera)                                                  | 2004          |                | Inedito in Italia |
| Ring ni kakero                                             | 12      | Giappone (bandiera)                                                  | 2004          |                | Inedito in Italia |
| Rozen Maiden                                               | 12      | Giappone (bandiera)                                                  | 2004          |                | Inedito in Italia |
| Saiyuki: Reload Gunlock                                    | 26      | Giappone (bandiera)                                                  | 2004          |                | Inedito in Italia |
| Samurai 7                                                  | 26      | Giappone (bandiera)                                                  | 2004          |                |                   |
| Samurai Champloo                                           | 26      | Giappone (bandiera)                                                  | 2004–2005     |                | Pubblicato su DVD |
| School Rumble                                              | 26      | Giappone (bandiera)                                                  | 2004-2005     |                |                   |
| Keroro                                                     | 357     | Giappone (bandiera)                                                  | 2004-2011     |                |                   |
| Superior Defender Gundam Force                             | 52      | Giappone (bandiera)                                                  | 2004          |                | Inedito in Italia |
| Inferno e paradiso                                         | 24      | Giappone (bandiera)                                                  | 2004          |                | Pubblicato su DVD |
| Super Robot 28 (2004)                                      | 26      | Giappone (bandiera)                                                  | 2004          |                | Inedito in Italia |
| Tweeny Witches                                             | 40      | Giappone (bandiera)                                                  | 2004-2005     |                |                   |
| To Heart: Remember my memories                             | 13      | Giappone (bandiera)                                                  | 2004          |                | Inedito in Italia |
| Transformers: Energon                                      | 52      | Giappone (bandiera)                                                  | 2004–2005     |                |                   |
| Tsuki wa higashi ni hi wa nishi ni 〜Operation Sanctuary〜 | 12      | Giappone (bandiera)                                                  | 2004          |                | Inedito in Italia |
| Ultimate Muscle                                            | 51      | Giappone (bandiera)                                                  | 2004          |                |                   |
| Uta kata                                                   | 13      | Giappone (bandiera)                                                  | 2004          |                | Inedito in Italia |
| Yakitate!! Japan                                           | 69      | Giappone (bandiera)                                                  | 2004-2006     |                | Inedito in Italia |
| Yu-Gi-Oh! GX                                               | 180     | Giappone (bandiera)                                                  | 2004–2008     | TV Tokyo       |                   |
| Zipang                                                     | 26      | Giappone (bandiera)                                                  | 2004-2005     |                | Inedito in Italia |
| Zoids Fuzors                                               | 26      | Giappone (bandiera)                                                  | 2004-2005     |                | Inedito in Italia |
| Kikoriki                                                   | 18      | Russia (bandiera)                                                    | 2004–in corso |                |                   |
| Peppa Pig                                                  | 209     | Regno Unito (bandiera)                                               | 2004–2013     |                |                   |
| The Batman                                                 | 65      | Stati Uniti (bandiera)                                               | 2004–2008     |                |                   |
| Brandy & Mr. Whiskers                                      | 39      | Stati Uniti (bandiera)                                               | 2004–2006     |                |                   |
| Dave il Barbaro                                            | 21      | Stati Uniti (bandiera)                                               | 2004–2005     |                |                   |
| Drawn Together                                             | 36      | Stati Uniti (bandiera)                                               | 2004–2007     |                |                   |
| Father of the Pride                                        | 14      | Stati Uniti (bandiera)                                               | 2004          |                |                   |
| Gli amici immaginari di casa Foster                        | 79      | Stati Uniti (bandiera)                                               | 2004–2009     |                |                   |
| Justice League Unlimited                                   | 39      | Stati Uniti (bandiera)                                               | 2004–2006     |                |                   |
| Megas XLR                                                  | 26      | Stati Uniti (bandiera)                                               | 2004–2005     |                |                   |
| Perfect Hair Forever                                       | 9       | Stati Uniti (bandiera)                                               | 2004–2007     |                | Inedito in Italia |